# Bangers and mash (gastronomia)
Il bangers and mash o sausage and mash ("salsicce e purè di patate" in lingua inglese) è un piatto tradizionale del Regno Unito e dell'Irlanda.

## Etimologia e storia
Sebbene alcuni affermino erroneamente che il termine bangers ("salsicce") abbia le sue origini nella seconda guerra mondiale, esso veniva già utilizzato almeno a partire dal 1919. La parola banger deriverebbe dal fatto che, durante la Grande guerra, la carenza di carne spingeva i produttori di salsicce a realizzarle con un'altissima concentrazione di acqua. Ciò faceva "scoppiare" (to bang in inglese) gli alimenti quando erano sottoposti a temperature troppo alte. Secondo un sondaggio del canale televisivo Good Food, il bangers and mash sarebbe il comfort food più famoso del Regno Unito.

## Caratteristiche
Come suggerisce il nome, il bangers and mash è un piatto a base di salsicce di maiale, agnello o manzo e purè di patate. L'alimento è spesso preparato usando le salsicce del Cumberland e insaporito con piselli e cipolle fritte o con il brodo di cottura delle stesse. Nel Regno Unito questo piatto viene considerato un "cibo da pub" in quanto facile da preparare rapidamente e in grandi quantità.